# Retrato de Diego de Covarrubias (El Greco)
El Retrato de Diego de Covarrubias y Leiva es una obra de Doménikos Theotocópuli—el Greco— fechable en ca. 1600, y que se expone en el Museo del Greco, en Toledo.

## El personaje
Diego de Covarrubias fue un jurista, político y eclesiástico español, hijo de Alonso de Covarrubias y hermano de Antonio de Covarrubias. El Greco llegó a Toledo en 1577, el mismo año que murió Diego de Covarrubias. Por tanto, no debió conocerlo personalmente.sino que seguramente pintó este retrato a partir de otro, realizado al natural por Sánchez Coello —en 1574— en el que consta la inscripción «Aetatis suae 62». Es posible que sea uno de los personajes que figuran en el El entierro del conde de Orgaz, en cuyo caso sería una especie de homenaje póstumo.

## Análisis de la obra

### Datos técnicos y registrales
- Toledo, Museo del Greco;
- Datación: hacia 1600;;
- Dimensiones: 67 x 55 cm;[7]
- Consta en el catálogo razonado de Harold Wethey con el n º. 137, y en el de Tiziana Frati con la referencia 114;[8]
- Restos de una firma sobre el hombro derecho.

### Comentario sobre la obra

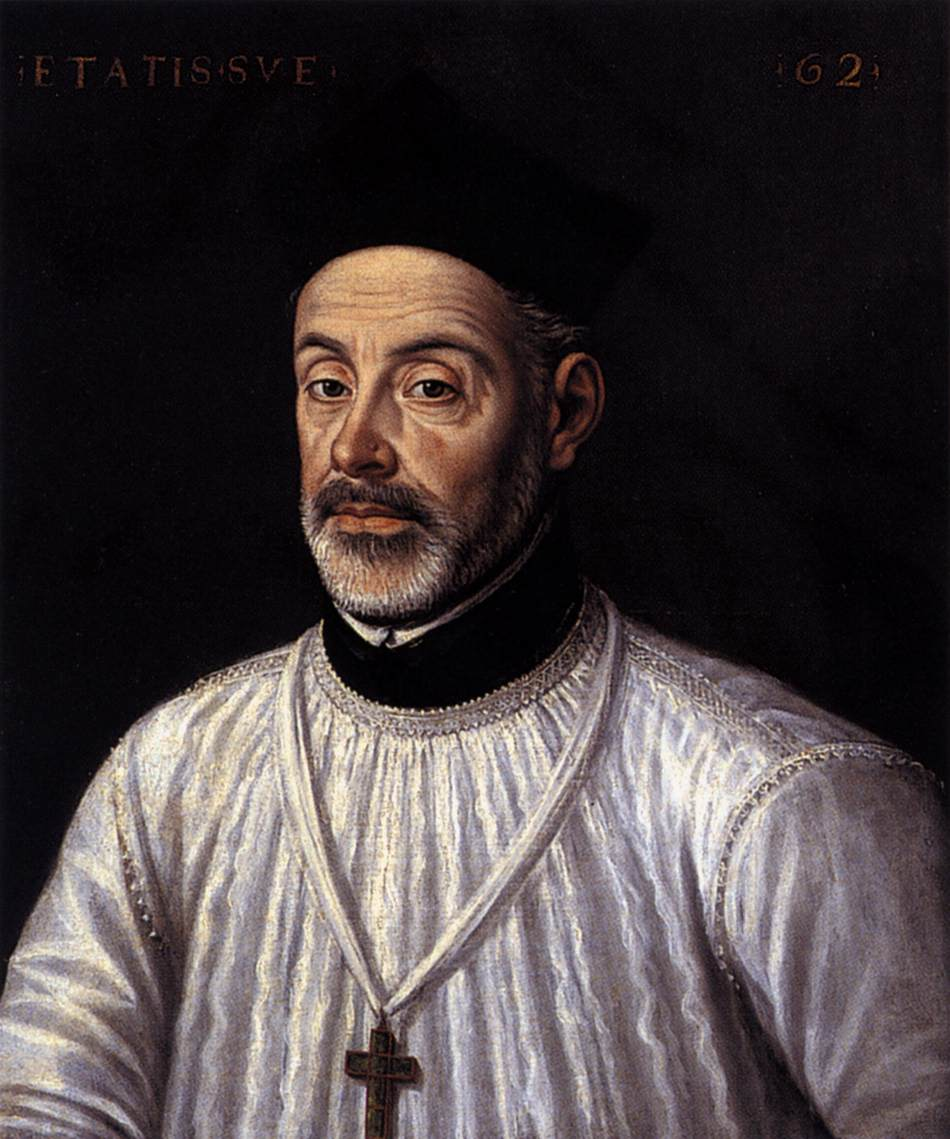
Retrato de Diego de Covarrubias, de Alonso Sánchez Coello, posible base para el retrato del Greco

Este lienzo es posiblemente la copia de un original perdido, seguramente basado en la mencionada obra de Sánchez Coello, también en el Museo del Greco. Por sus medidas, este retrato parece ser el pendant del Retrato de Antonio de Covarrubias (catalogado por Wethey con el n º. 136). En ambas pinturas, parece que la intervención del Greco se limitó a la cabeza del personaje, siendo el resto del lienzo una colaboración de su taller.
Es muy probable que ambos retratos formaran parte de la colección de Pedro de Salazar y Mendoza, según un inventario redactado en 1629.
En este lienzo. y especialmente en el retrato de su hermano Antonio, el Greco muestra una técnica desenvuelta, aparentemente descuidada, con la limitación tonal y la poca densidad del color, propias de sus obras de aquel período.
El pintor destaca la serenidad contenida del retratado, y el hecho de que ocupó importantes cargos en la jerarquía eclesiástica. Dada su condición de clérigo, está representado con sobrepelliz y bonete, y lleva una cruz pectoral sujeta por una cinta blanca a la altura del pecho. Este pectoral —de oro y esmeraldas, y en forma de cruz latina— es un símbolo de la dignidad propia de los obispos, y el Greco la destaca, situándola en la parte inferior central del lienzo.

## Procedencia
1. Pedro de Salazar y Mendoza (Toledo);
2. Biblioteca provincial de Toledo.[13]

## Copias
Wethey cita una copia, actualmente ilocalizable:
- Pintura al óleo sobre lienzo; 33 x 27 cm; Antiguamente en el Museo provincial de Toledo;.
- Consta con la referencia X-163 en el catálogo razonado de Harold Wethey;[14]